# Húrins barn
Húrins barn (originaltitel The Children of Húrin) är skriven av J.R.R. Tolkien och redigerad av hans son Christopher Tolkien. Den kom ut på engelska år 2007 och på svenska samma år, översatt av Öjevind Lång. Berättelsen är en tragedi om Húrins barn Túrin Turambar och Nienor som inleder ett kärleksförhållande utan att veta att de är syskon. Den utspelar sig i Beleriand i västra Midgård i första åldern. Sagan om ringen utspelar sig sex tusen år senare, då Beleriand var dränkt i havet.
Berättelsen fanns först i en kortare version i Silmarillion och ingick senare i Sagor från Midgård (översatt av Roland Adlerberth), där den även var försedd med noter och tillägg. Dessa har inte tagits med i denna utgåva.